# (9770) Discovery
Pour les articles homonymes, voir Discovery.
(9770) Discovery est un astéroïde de la ceinture principale.

## Description
(9770) Discovery est un astéroïde de la ceinture principale. Il fut découvert par Takeshi Urata le 1er mars 1993 à l'observatoire de Nihondaira. Il présente une orbite caractérisée par un demi-grand axe de 2,283 UA, une excentricité de 0,145 et une inclinaison de 1,951° par rapport à l'écliptique.
Il fut nommé en référence à Discovery One, vaisseau spatial dans le film de Stanley Kubrick, 2001, l'Odyssée de l'espace. C'est aussi le nom de la navette spatiale Discovery.

## Compléments